# Bernard Rose
 (décembre 2022).
Pour les articles homonymes, voir Rose.
Bernard Rose est un réalisateur, scénariste, directeur de la photographie et monteur britannique, né à Londres le 4 août 1960.

## Filmographie

### Réalisateur

#### Vidéoclip
- 1983 : Red Red Wine de UB40
- 1983 : Relax de Frankie Goes to Hollywood
- 1984 : Smalltown Boy de Bronski Beat
- 1984 : Why? de Bronski Beat
- 1985 : Welcome to the Pleasuredome de Frankie Goes to Hollywood

#### Longs métrages
- 1986 : Smart Money
- 1987 : Body Contact
- 1988 : Paperhouse
- 1990 : Chicago Joe et la Showgirl (Chicago Joe and the Showgirl)
- 1992 : Candyman
- 1994 : Ludwig van B. (Immortal Beloved)
- 1997 : Anna Karénine
- 2000 : Ivans xtc.
- 2005 : Snuff-Movie
- 2008 : The Kreutzer Sonata
- 2010 : Mr. Nice
- 2011 : Two Jacks
- 2012 : Boxing Day
- 2013 : Sx_Tape
- 2013 : Paganini, le violoniste du diable (Der Teufelsgeiger) (TV)
- 2015 : Frankenstein
- 2019 : Samurai Marathon (サムライマラソン, Samurai marason?)
- 2021 : Traveling Light
- 2025 : Lear Rex

### Scénariste
- 1992 : Candyman
- 1994 : Ludwig van B. (Immortal Beloved)
- 1997 : Anna Karénine
- 2000 : Ivans xtc.

### Acteur
- 1992 : Candyman
- 1993 : Evil Dead 3 (Army of Darkness) de Sam Raimi
- 1994 : Ludwig van B. (Immortal Beloved)

### Directeur de la photographie
- 2000 : Ivans xtc.

### Monteur
- 1997 : Anna Karénine
- 2000 : Ivans xtc.